# HTV-2
HTV-2 eller Kounotori 2 (japanska: こうのとり2号機), var Japans andra H-II Transfer Vehicle, uppskjutningen skede den 22 januari 2011 05:38 UTC med en H-IIB-raket. Under flygningen levererades utrustning och förnödenheter till Internationella rymdstationen. Farkosten återinträdde planenligt i jordens atmosfär och brann upp den 30 mars 2011.
Uppskjutningen var planerad till den 20 januari 2011 men fick flyttas fram två dagar på grund av dåligt väder.
Farkostens japanska namn kounotori betyder "amurstork" på japanska.

## Dockning
Den 27 januari dockades farkosten till Harmonymodulens Nadirdockningsport, med hjälp av Canadarm2.
Den 19 februari flyttades HTV-2 till Harmonymodulens zenitdockningsport, detta gjordes för att lämna plats åt rymdfärjan Discovery som dockade vid Harmonymodulens förport den 26 februari.
Efter att Discovery lämnat rymdstationen den 7 mars flyttades HTV-2 den 10 mars tillbaka till Nadirporten på Harmonymodulen.

## Jordbävning
Vid jordbävningen i Japan den 11 mars skadades den japanska markkontrollen i Tsukuba så allvarligt att NASAs markkontroll Houston i Texas fick ta över kontrollen av HTV-2. Den 22 mars kunde den japanska markkontrollen återta kontrollen av farkosten.

### Fotnoter
1. ↑  ”NASA Space Science Data Coordinated Archive” (på engelska). NASA. https://nssdc.gsfc.nasa.gov/nmc/spacecraft/display.action?id=2011-003A. Läst 2 mars 2020.
2. ↑  Manned Astronautics - Figures & Facts Arkiverad 3 oktober 2015 hämtat från the Wayback Machine., läst 23 juli 2016.